# Karl Lohmeyer (historien de l'art)
Ne doit pas être confondu avec Karl Lohmeyer (historien).

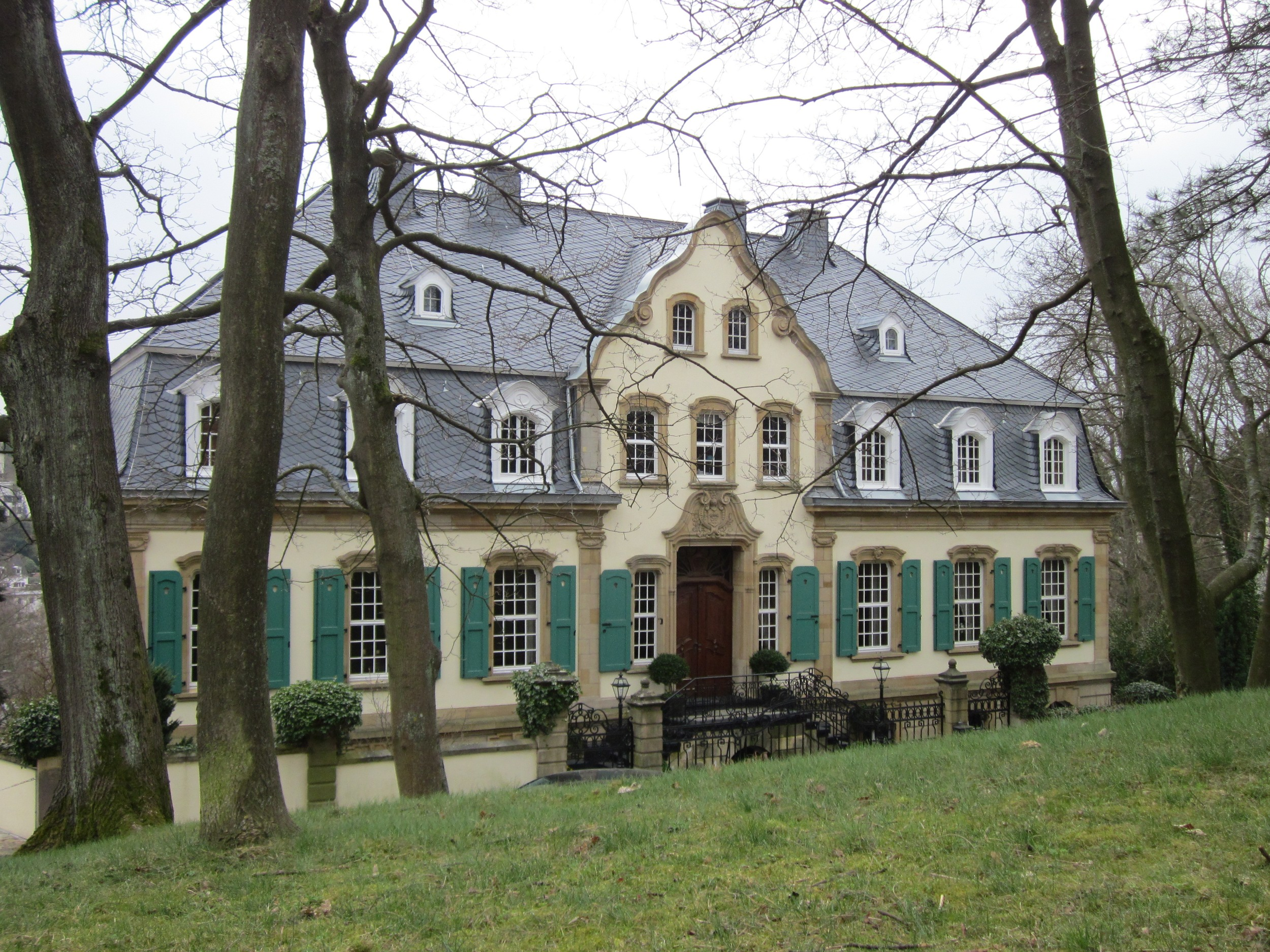
, maison de Karl Lohmeyer à Sarrebruck, construite selon ses propres plans avec des éléments de la maison bourgeoise bergoise du 18e siècle.

Karl Lohmeyer (né le 21 janvier 1878 à Sarrebruck et mort le 8 novembre 1957 dans la même ville) est un historien de l'art allemand.

## Biographie
Le père de Lohmeyer, Carl, est issu d'une famille de fabricants de textile à Wuppertal, c'est pourquoi Karl junior commence une formation commerciale à Barmen en 1897, après avoir obtenu son baccalauréat au lycée de Sarrebruck (de). Après son service militaire volontaire d'un an, il effectue des séjours de plusieurs années à l'étranger, notamment à Genève et à Naples, où il peut approfondir ses intérêts historiques d'art existants. En 1906, il s'installe comme marchand à Heidelberg, mais étudie également l'histoire de l'art, l'histoire et le folklore à l'université de cette ville.
En 1912, Lohmeyer aest nommé le premier directeur à temps plein de la collection municipale d'art et d'antiquités sur l'histoire d'Heidelberg et du Palatinat à Heidelberg. Grâce à de nombreuses expositions et à la publication d'ouvrages pertinents, il augmenta considérablement l'importance du musée qui, à la suggestion de Lohmeyer, reçoit le nom de Musée palatin de la ville d'Heidelberg en 1921.
En 1931, Lohmeyer prend une retraite anticipée, mais occupe le poste de directeur du musée à titre bénévole jusqu'en 1934. Il retourne ensuite à Sarrebruck, où il se consacra entièrement à des recherches sur l'histoire populaire et l'histoire de l'art dans cette région. L'Université de la Sarre lui décerne son premier doctorat honorifique. À l'occasion de son 75e anniversaire, la ville de Sarrebruck lui décerne la citoyenneté d'honneur. Son héritage est transmis dans les archives de la ville de Sarrebruck (de).

## Travaux
Karl Lohmeyer apporte une contribution particulière à la redécouverte de la peinture « baroque d'Heidelberg » de l'époque de Jean-Guillaume de Neubourg-Wittelsbach et du « romantisme d'Heidelberg » avec des peintres tels que Carl Rottmann, Karl Philipp Fohr, Ernst Fries et Bernhard Fries (de).
Lohmeyer est également considéré comme la redécouvreur du maître d'œuvre baroque de Sarrebruck Friedrich-Joachim Stengel, à propos duquel il publie sa première publication en 1908 et une monographie en 1911, qui est encore considérée aujourd'hui comme un ouvrage de référence. Son édition des lettres de Balthasar Neumann, publiée entre 1911 et 1921, fait également date car elle déclenche une longue discussion sur le processus de planification de la résidence de Wurtzbourg.
De plus, en 1932, Lohmeyer est le premier à reconnaître et à décrire dans un article fondamental les capacités du bailli de Mayence à Lohr am Main pendant de nombreuses années, Philipp Christoph von und zu Erthal (de) (1689–1748), en tant qu'"architecte cavalier de la cour". En cette qualité, le bailli de Mayence est impliqué, entre autres, dans la planification de la résidence de Wurtzbourg.
Lohmeyer participe à la planification de la construction de la maison de ses parents, la Ferme de Nußberg (de) à Sarrebruck ; plus tard, il vit lui-même dans la maison et y rassemble une vaste collection d'art.

## Honneurs
- Doctorat honorifique de l'Université technique de Karlsruhe (1921)
- Doctorat honorifique de l'Université Robert-Charles de Heidelberg
- Ordre du service militaire et civil d'Adolphe de Nassau, commandeur ou croix de commandeur (1931)
- Conseiller privé grand-ducal de Luxembourg (1934)
- Citoyenneté d'honneur de la ville de Sarrebruck (1952)
- Citoyenneté d'honneur de la ville de Heidelberg (1953)
- Citoyen d'honneur de la ville d'Ottweiler (1953)
- Doctorat honorifique de l'Université de la Sarre (1957)

## Publications (sélection)
- Friedrich Joachim Stengel, fürstäbtlich fuldischer Ingenieur, Hofarchitekt und Bauinspektor, fürstlich nassau-usingen'scher Baudirektor, herzoglich sachsen-gothaischer Rat und Baudirektor, fürstlich-nassau-saarbrückenischer Generalbaudirektor, würklicher Kammerrat und Forstkammerpräsident pp. 1694–1787. (= Mitteilungen des Historischen Vereins für die Saargegend. Heft 11). Schwann, Düsseldorf 1911 (Nachdruck, herausgegeben von Peter Volkelt, Saarbrücken 1982).
- Johannes Seiz (de): kurtrierischer Hofarchitekt, Ingenieur sowie Obristwachtmeister und Kommandeur der Artillerie, 1717–1779; die Bautätigkeit eines rheinischen Kurstaates in der Barockzeit. (= Heidelberger kunstgeschichtliche Abhandlungen. Band 1). Winter, Heidelberg 1914.
- Barocke Kunst und Künstler in Ehrenbreitstein: das Wirken einer rheinischen Künstlerkolonie. In: Zeitschrift des Rheinischen Vereins für Denkmalpflege und Heimatschutz. 13, Heft 1/2, 1919.
- Briefe Balthasar Neumanns an Friedrich von Schönborn, Fürstbischof von Würzburg und Bamberg und Dokumente aus den ersten Baujahren der Würzburger Residenz. (= Das rheinisch-fränkische Barock. 1). Gebr. Hofer Verlagsanstalt, Saarbrücken 1921.
- Schönbornschlösser. Die Stichwerke Salomon Kleiners, Favorita ob Mainz, Weißenstein ob Pommersfelden und Gaibach in Franken; aufs neue herausgegeben und mit einer Einleitung und der Lebensgeschichte Maximilian Welschs versehen. (= Meister und Werke des rheinisch-fränkischen Barocks. 1). Winter, Heidelberg 1927.
- Die Baumeister des rheinisch-fränkischen Barocks. In: Wiener Jahrbuch für Kunstgeschichte. 5, 1928, S. 161–208.
- Heidelberger Maler der Romantik. Winter, Heidelberg 1935.
- Südwestdeutsche Gärten des Barocks und der Romantik mit ihren in- und ausländischen Vorbildern, nach dem Arbeitsmaterial der saarländischen und pfälzischen Hofgärtnerfamilie der Koellner. (= Saarbrücker Abhandlungen zur südwestdeutschen Kunst und Kultur. 1). Buchgewerbehaus, Saarbrücken 1938.
- Palagonisches Barock. Das Haus der Laune des "Prinzen von Palagonia". Maximilian-Gesellschaft, Berlin 1942.
- Die Sagen der Saar von ihren Quellen bis zur Mündung. Minerva-Verlag, Saarbrücken 1954 (2. Auflage 1964).
- Die Sagen der Saar – Ergänzungsband. Minerva-Verlag, Saarbrücken 1955.
- Die Sagen der Saar – Gesamtausgabe – Geistkirch Verlag, Saarbrücken,  (ISBN 978-3-946036-81-4)
- Altsaarbrücker Kochbuch Zusammengetragen von Karl Lohmeyer, Geistkirch Verlag, Saarbrücken,  (ISBN 978-3-946036-16-6)
- Die Sagen der Saar – Quellenband – Geistkirch Verlag, Saarbrücken